# Cirque du Soleil : Le Voyage imaginaire
Pour plus de détails, voir Fiche technique et Distribution.
Cirque du Soleil : Le Voyage imaginaire (Cirque du Soleil: Worlds Away) est un film américain réalisé par Andrew Adamson, sorti en 2012.

## Synopsis
Mia, une jeune femme américaine, est plongée dans plusieurs mondes imaginaires du Cirque du Soleil.

## Fiche technique
- Titre : Cirque du Soleil : Le Voyage imaginaire
- Titre original : Cirque du Soleil: Worlds Away
- Réalisation : Andrew Adamson
- Scénario : Andrew Adamson
- Musique : Benoît Jutras
- Photographie : Brett Turnbull
- Montage : Sim Evan-Jones et Dirk Westervelt
- Production : Andrew Adamson, Martin Bolduc et Aron Warner
- Société de production : Paramount Pictures, Cirque du Soleil, Reel FX Creative Studios, Strange Weather Films et Cameron l Pace Group
- Société de distribution : Paramount Pictures (États-Unis)
- Pays :  États-Unis
- Genre : Fantasy
- Durée : 91 minutes
- Dates de sortie : 
  -  États-Unis : 21 décembre 2012

## Distribution
- Erica Linz : Mia
- Igor Zaripov : le trapéziste
- Lutz Halbhubner : Monsieur Loyal
- John Clarke : le clown triste
- Dallas Barnett : le patron

## Accueil
Le film a reçu un accueil mitigé de la critique. Il obtient un score moyen de 51 % sur Metacritic.